# Moranila pini
Moranila pini är en stekelart som först beskrevs av Girault 1925.  Moranila pini ingår i släktet Moranila och familjen puppglanssteklar. Inga underarter finns listade i Catalogue of Life.